# Cristina Tartarone
Cristina Tartarone (* 4. Juni 2001 in Cosenza) ist eine italienische Squashspielerin.

## Karriere
Cristina Tartarone wurde bereits während ihrer Zeit im Juniorinnenbereich anlässlich der Mannschaftseuropameisterschaft 2017 in Helsinki für die italienische Nationalmannschaft der Erwachsenen nominiert. Sie bestritt dabei zwei Partien und verlor beide. Die Mannschaft schloss das Turnier auf Rang neun in Division zwei ab, was im Gesamtklassement den 17. Platz bedeutete. Im selben Jahr nahm sie im Dezember 2017 zum ersten Mal an einem Turnier der PSA Squash Tour teil, das in Riccione stattfand. Bei den Europameisterschaften in den Jahren 2018, 2019, 2023 und 2024 gehörte Tartarone erneut zum italienischen Kader. Darüber hinaus vertrat sie Italien 2024 auch bei den Weltmeisterschaften und belegte mit der Mannschaft Rang 20.
Im Juni 2024 gewann Tartarone in Santa Cristina d’Aro ihr erstes Turnier auf der PSA Squash Tour. Zwei Monate darauf erreichte sie bei den Europameisterschaften im Einzel das Achtelfinale, in dem sie gegen Énora Villard ausschied. Ihre beste Platzierung in der Weltrangliste erreichte sie mit Rang 109 am 28. April 2025. Tartarone wurde 2019 erstmals italienische Landesmeisterin und wiederholte diesen Erfolg nochmals 2022, 2024 und 2025.
Tartarone hat einen Studienabschluss in Architektur von der Universität Bologna.

## Erfolge
- Gewonnene PSA-Titel: 4
- Italienische Meisterin: 4 Titel (2019, 2022, 2024, 2025)